# Kamil Biliński
Kamil Wojciech Biliński (n. 23 ianuarie 1988, Varșovia, Polonia) este un fotbalist polonez liber de contract care joacă pe postul de atacant.